# ヘア・インディアン・ドッグ

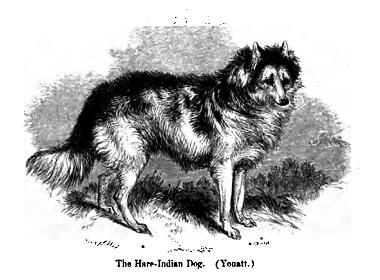
ヘア・インディアン・ドッグ

ヘア・インディアン・ドッグ（英：Hare-Indian Dog）とは、カナダとアラスカ州にかけて先住するヘア・インディアンによって飼育される、そり引き用、トラヴォイ引き用、食用の犬種である。

## 歴史
古来から「ヘア・インディアン」と呼ばれるインディアンたちによって飼育されていた犬種で、生い立ちはよく分かっていない。雪の上ではそりを引くために使われ、陸の上ではトラヴォイ（Travois）というティピーの柱を荷引き用の棒にして、ハーネスを着けたものを引くのに使われていた。又、食用としても飼育されていて、日常的に食べられていただけでなく狩猟のために遠出をする際には非常食として食べられる事があった。ちなみに、それが非常食として食べられてしまった場合、犬が引いていたトラヴォイやそりは棄てられ、犬の毛皮だけを持ち帰って猟師が村へ帰ってくることが多かった。
ヘア・インディアン・ドッグが初めて白人の目に触れたのは1829年の事で、この犬をたいそう気に入った白人冒険家は仔犬を譲ってもらった。この仔犬はその冒険家が乗るそりと一緒に1450kmもの距離を疲れることなく走りぬいたほどの体力の持ち主であったが、その翌日にキツネと間違えられて猟師に食べられてしまったという苦談が残されている。この猟師は誤って殺してしまったと主張して結局謝る事はなかったが、冒険家にその仔犬の毛皮と別の同犬種の仔犬を譲った事により事態は沈静化したと伝えられている。
ヘア・インディアン・ドッグはインディアンの酷使などにより数が減少し、現在は生存数が非常に少なく絶滅寸前であり、専門家によっては絶滅したと捉えられている事もある。近年は本種のようにインディアンが大切にしてきた犬種を守ろうという活動も活発に行われているため、生き残った犬やそれの血を引く犬を集めて繁殖させ、再生させるための努力が行われている。このため徐々にその数を増やしつつはあるが、アメリカ・カナダ両国以外ではほぼ見る事が出来ない。

## 特徴
外見はキツネによく似ているが、目は丸い。マズルは先が尖っていて長く、細い。足も細長くて華奢であるが、外見に寄らず恐るべき体力を備えている。小さく尖った立ち耳・ふさふさしたサーベル形の垂れ尾でコートは長めである。但し、脚と顔のみショートコートである。毛色はグレーかパーティーカラー（地色の上に1色の斑がいくつかある模様）。背中は平らで指には皮膜があり、雪の中でも沈むことなく軽快に走ることが出来た。小型犬サイズで声はコヨーテに近いが、遠吠え以外で吠えることを嫌う。性格は穏やかで繊細で、攻撃的な面はなく、遊ぶことが大好きである。

## 参考
『デズモンド・モリスの犬種事典』（誠文堂新光社）デズモンド・モリス著書、福山英也、大木卓訳 誠文堂新光社、2007年